# Diane – Herrin des Dschungels
Diane – Herrin des Dschungels (Originaltitel: Mistress of the Apes) ist ein Abenteuerfilm aus dem Jahr 1979, den Larry Buchanan inszenierte. Im deutschsprachigen Raum war er erstmals am 24. Juni 1982 in den Kinos zu sehen.

## Handlung
Susan (in der deutschen Fassung Diane), die Frau eines Anthropologen, erleidet eine Fehlgeburt, als Drogensüchtige das Krankenhaus stürmen, in dem sie sich aufhält. Auf der Suche nach ihrem verschollenen Mann reist sie dann nach Afrika, wohin sie ein befreundeter Verleger, David, begleitet. Sie stoßen auf einen Affenmenschenstamm, die Near, die insbesondere von Susans blondem Haar fasziniert sind. Während der Reise gibt es Anschläge auf ihr Leben, das von Davids Frau Laura und das des Führers. Susan beschließt, beim Stamm zu bleiben, um seine Gewohnheiten zu studieren. Als sich herausstellt, dass David Susans Mann auf dem Gewissen hat, helfen ihr die Primitiven, Rache zu üben.

## Kritik
Das Lexikon des internationalen Films sah eine „miserable Abenteuerstory, die sich mit Pseudophilosophie und Sex in einem Dschungel von Peinlichkeiten verstrickt.“ „Unterhaltsam sind die unbeabsichtigt lustigen Philosophereien“, so tvguide.

## Bemerkungen
Der Film wurde vom unabhängigen Filmemacher Buchanan mit geringsten Mitteln in Kenia gedreht.